# Corsia
Corsia é um gênero de plantas da família das corsiáceas. As espécies desse gênero geralmente são designadas pelo termo comum córsias.

## Espécies
O gênero Corsia possui cerca de 25 espécies, nativas das Ilhas Salomão, Austrália e Nova Guiné.
As espécies são as seguintes:
- Corsia acuminata
- Corsia arfakensis
- Corsia boridiensis
- Corsia brassii
- Corsia clypeata
- Corsia cordata
- Corsia cornuta
- Corsia crenata
- Corsia cyclopensis
- Corsia haianjensis
- Corsia huonensis
- Corsia lamellata
- Corsia merimantaensis
- Corsia ornata
- Corsia papuana
- Corsia purpurata
- Corsia pyramidata
- Corsia resiensis
- Corsia torricellensis
- Corsia triceratops
- Corsia unguiculata
- Corsia viridopurpurea
- Corsia wubungu